# Мамучашвили, Владимир
Влади́мир Мамучашви́ли (груз. ვლადიმერ მამუჩაშვილი; 28 либо 29 августа 1997) — грузинский футболист, полузащитник батумского «Динамо» и сборной Грузии.

## Биография

### Клубная карьера
Профессиональную карьеру начал в сезоне 2013/14 в клубе первой лиги «Сабуртало». В сезоне 2014/15 вместе с «Сабуртало» стал победителем первой лиги и следующие три с половиной сезона выступал с командой в высшей лиге. По ходу сезона 2018 Мамучашвили вернулся в первую лигу, подписав контракт с «Динамо» Батуми, с которым в том же сезоне стал победителем лиги и вернулся в высший дивизион.

### Карьера в сборной
В основную сборную Грузии впервые был вызван в 2021 году на сентябрьские матчи отборочного турнира чемпионата мира 2022. Дебютировал 5 сентября, отыграв весь матч против сборной Испании (0:4).

## Достижения
«Сабуртало»
- Победитель первой лиги Грузии: 2014/15

«Динамо» Батуми
- Победитель первой лиги Грузии: 2018